# 布罗德尼察
布罗德尼察（波蘭語：Brodnica，波蘭語發音：[brɔdˈɲit͡sa] ⓘ，西普鲁士地区施特拉斯堡）是波兰库亚维滨海省的一个镇。

## 畫廊

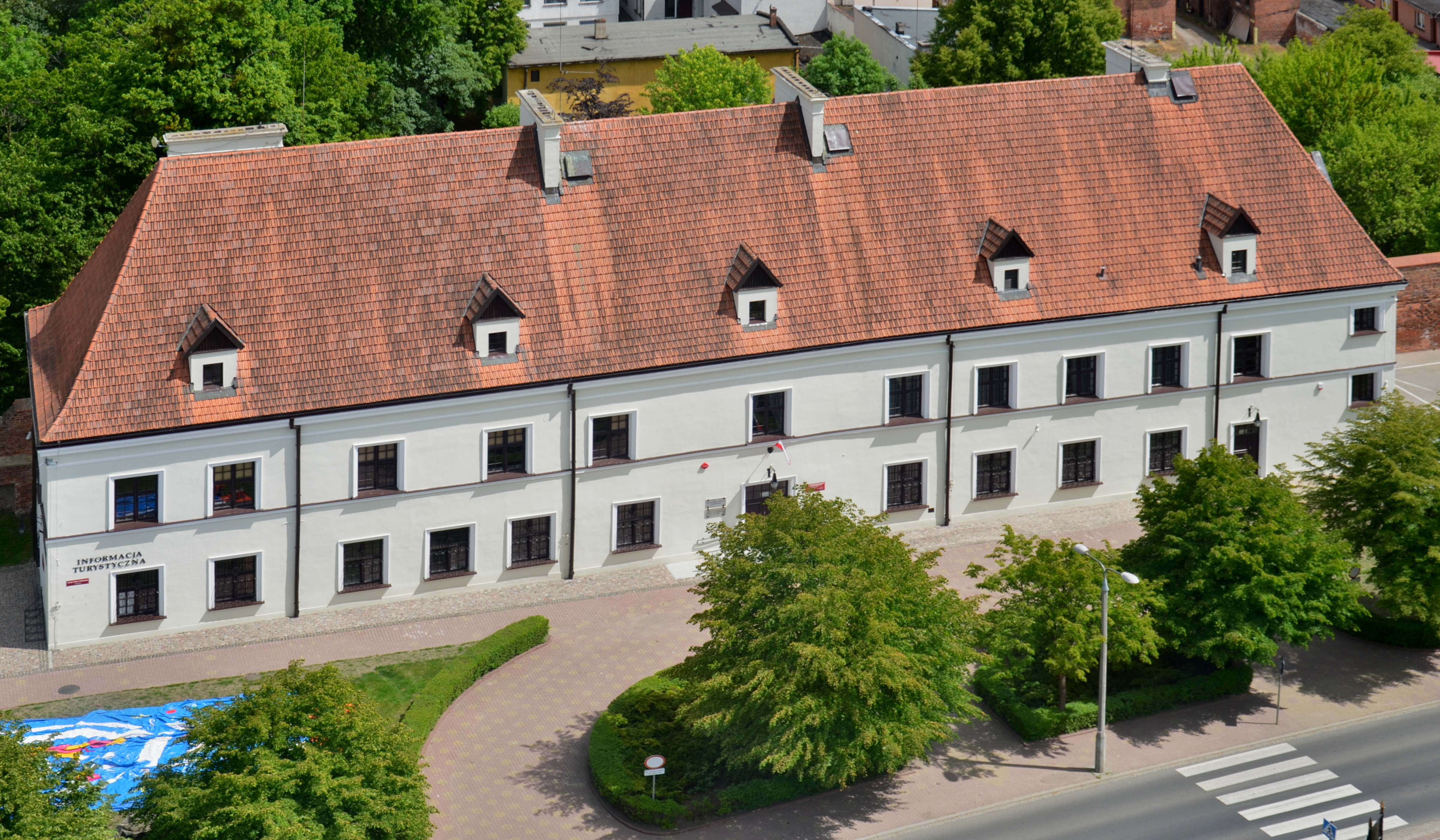
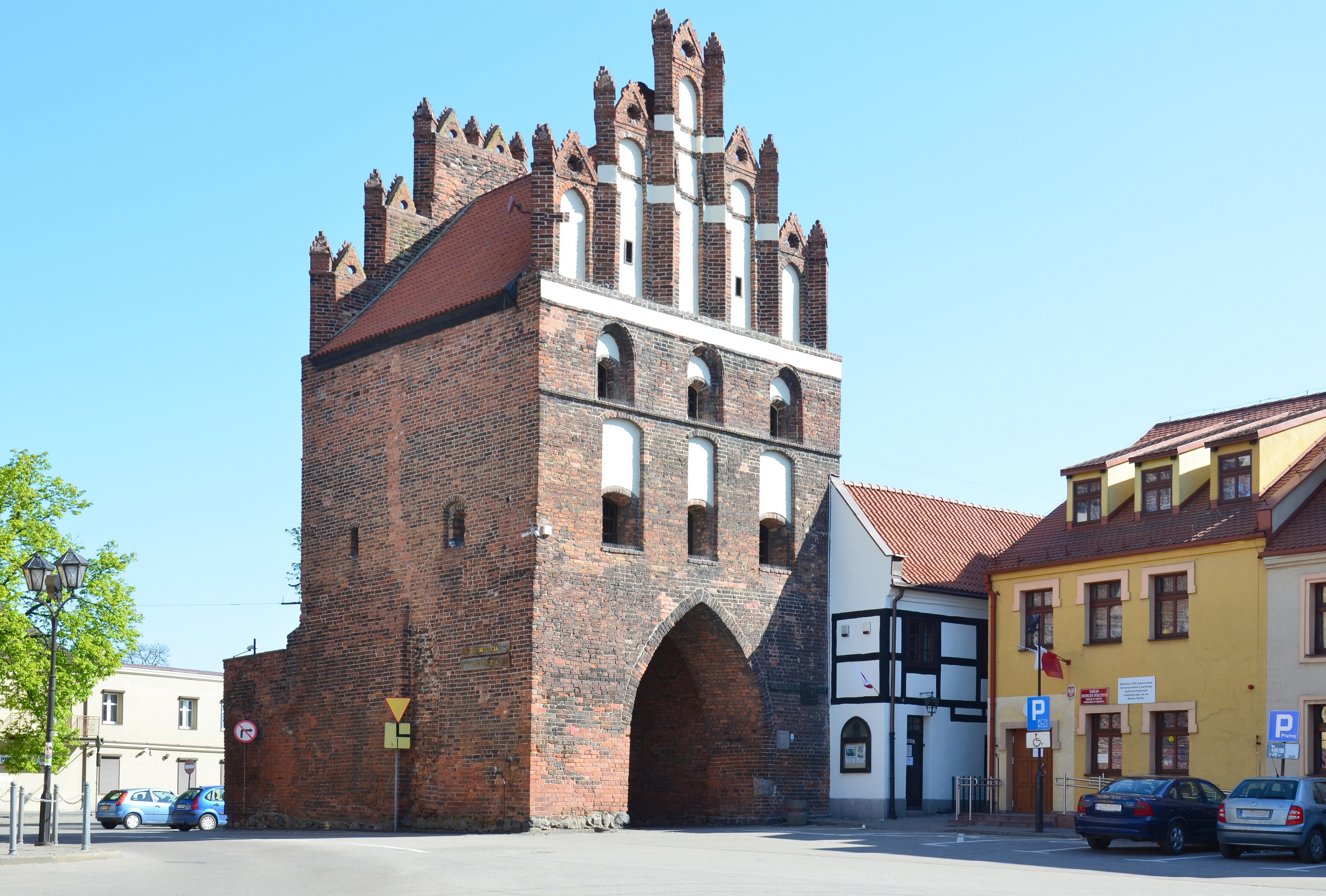
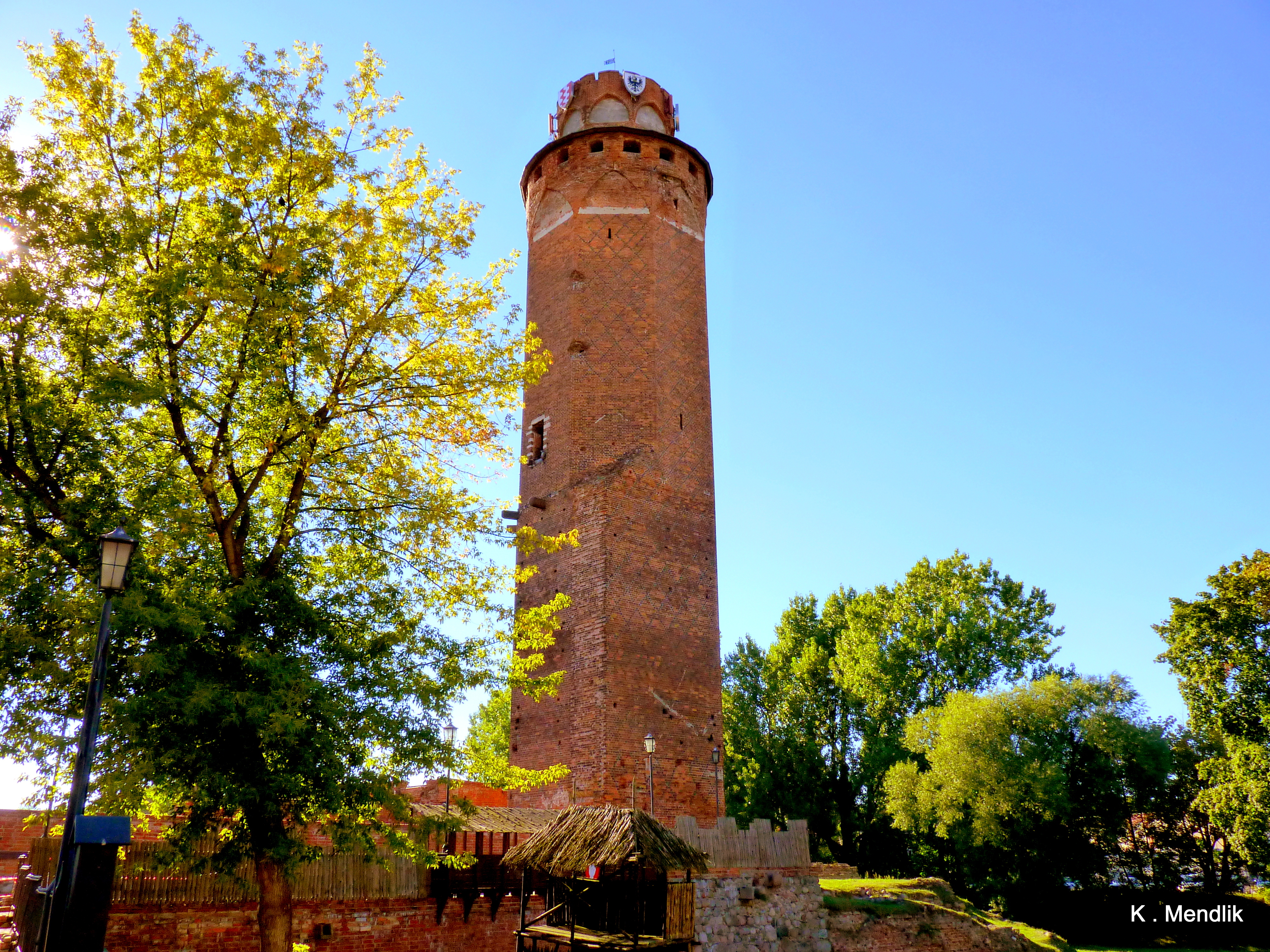
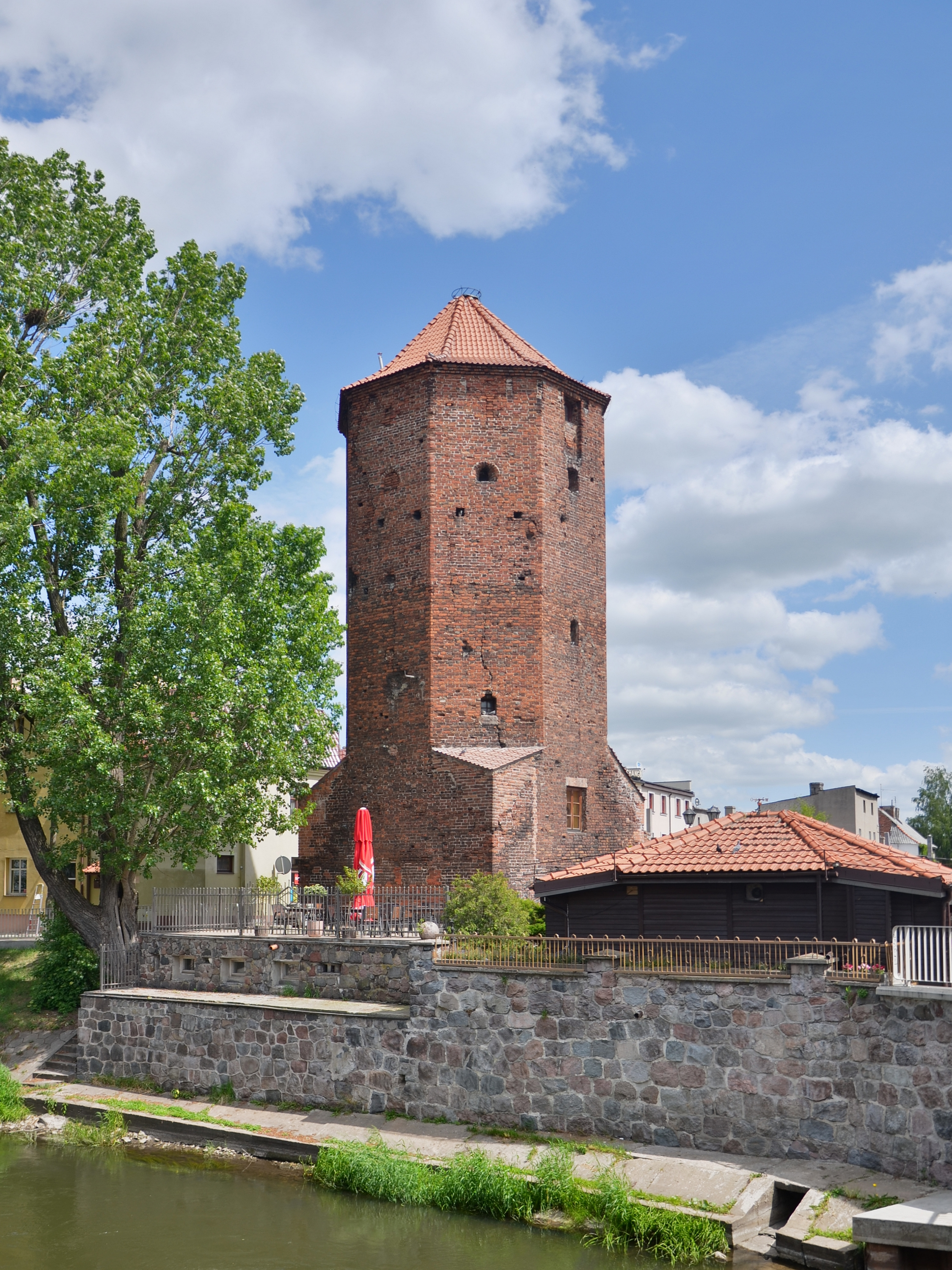
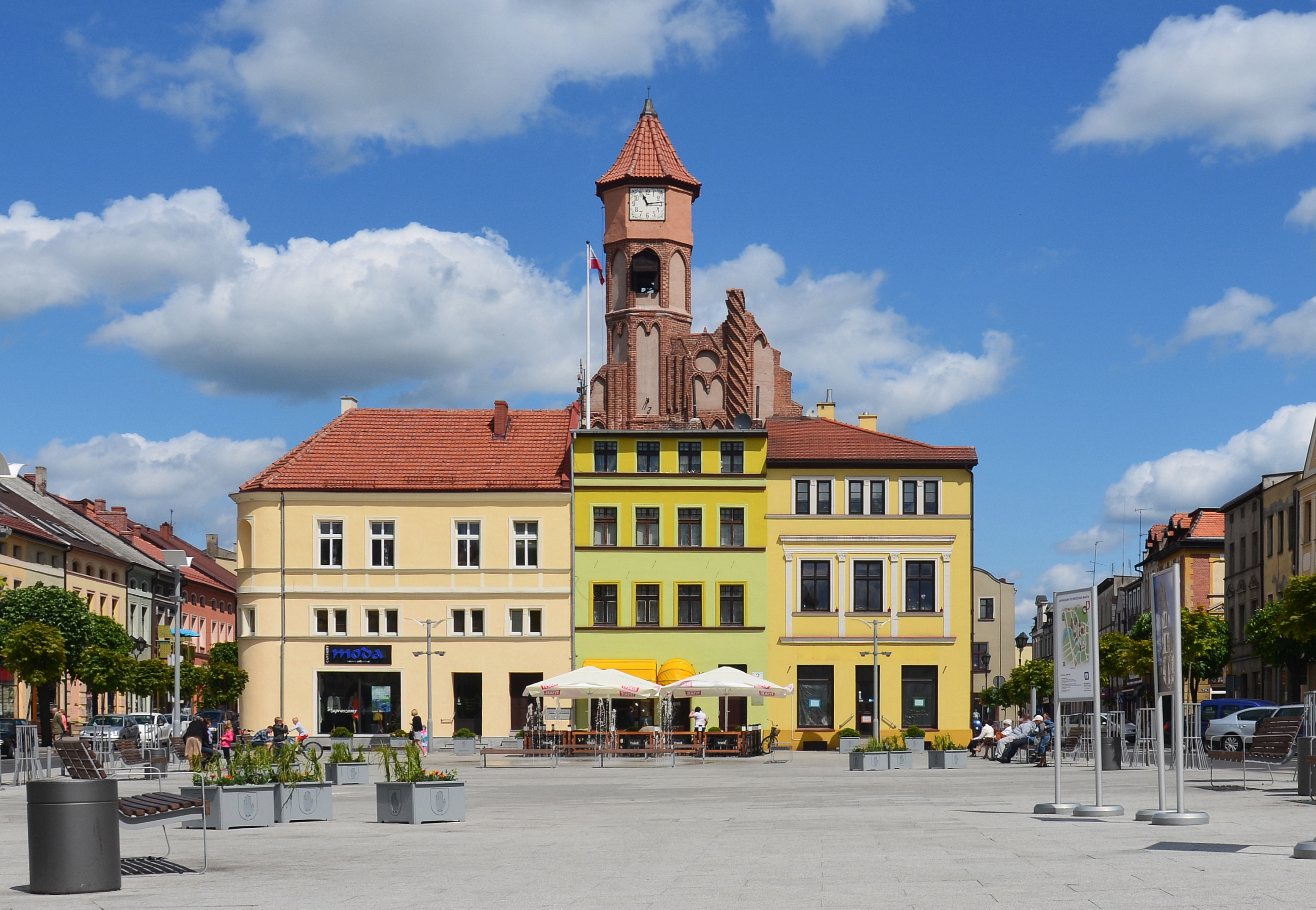
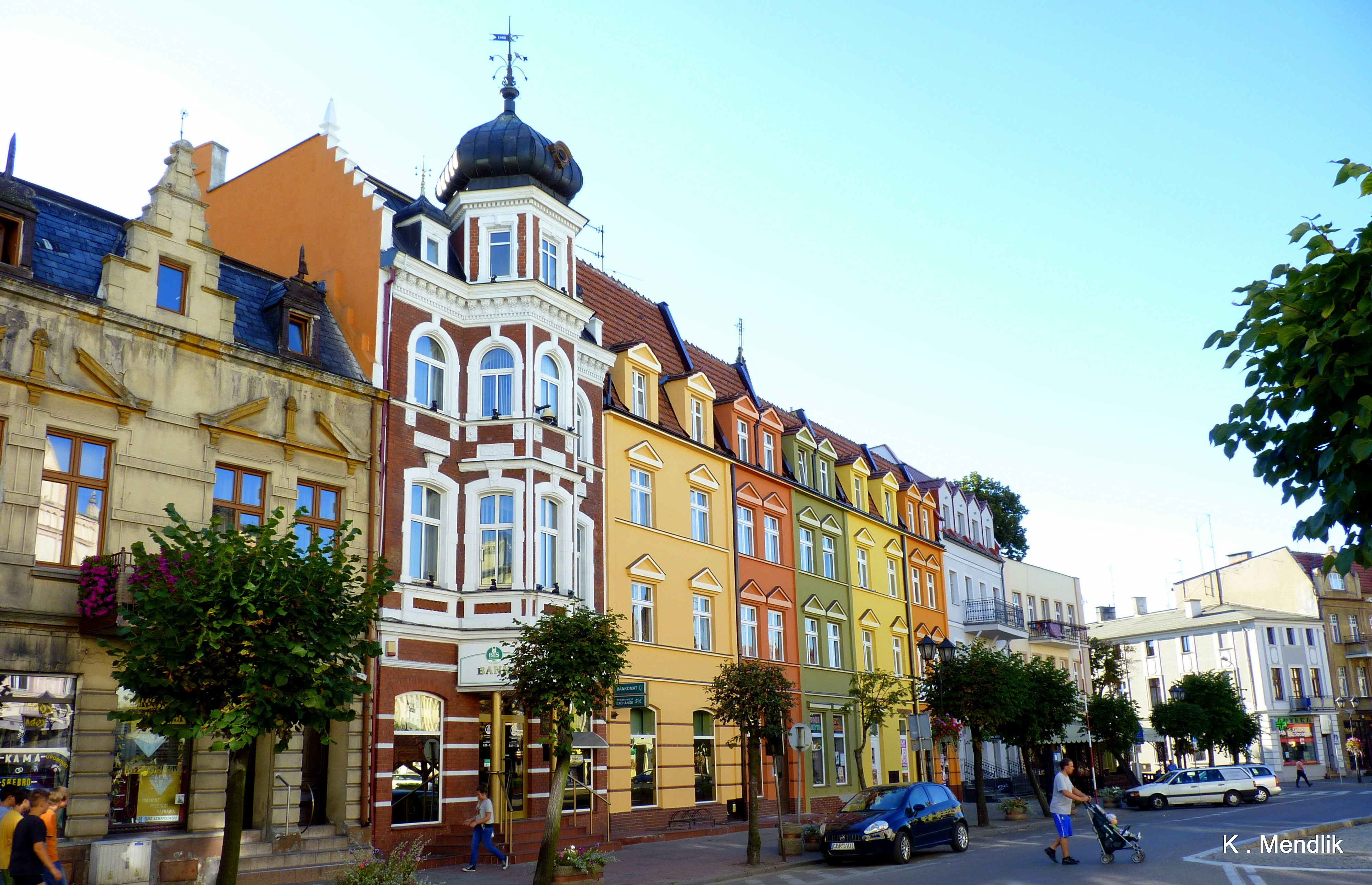
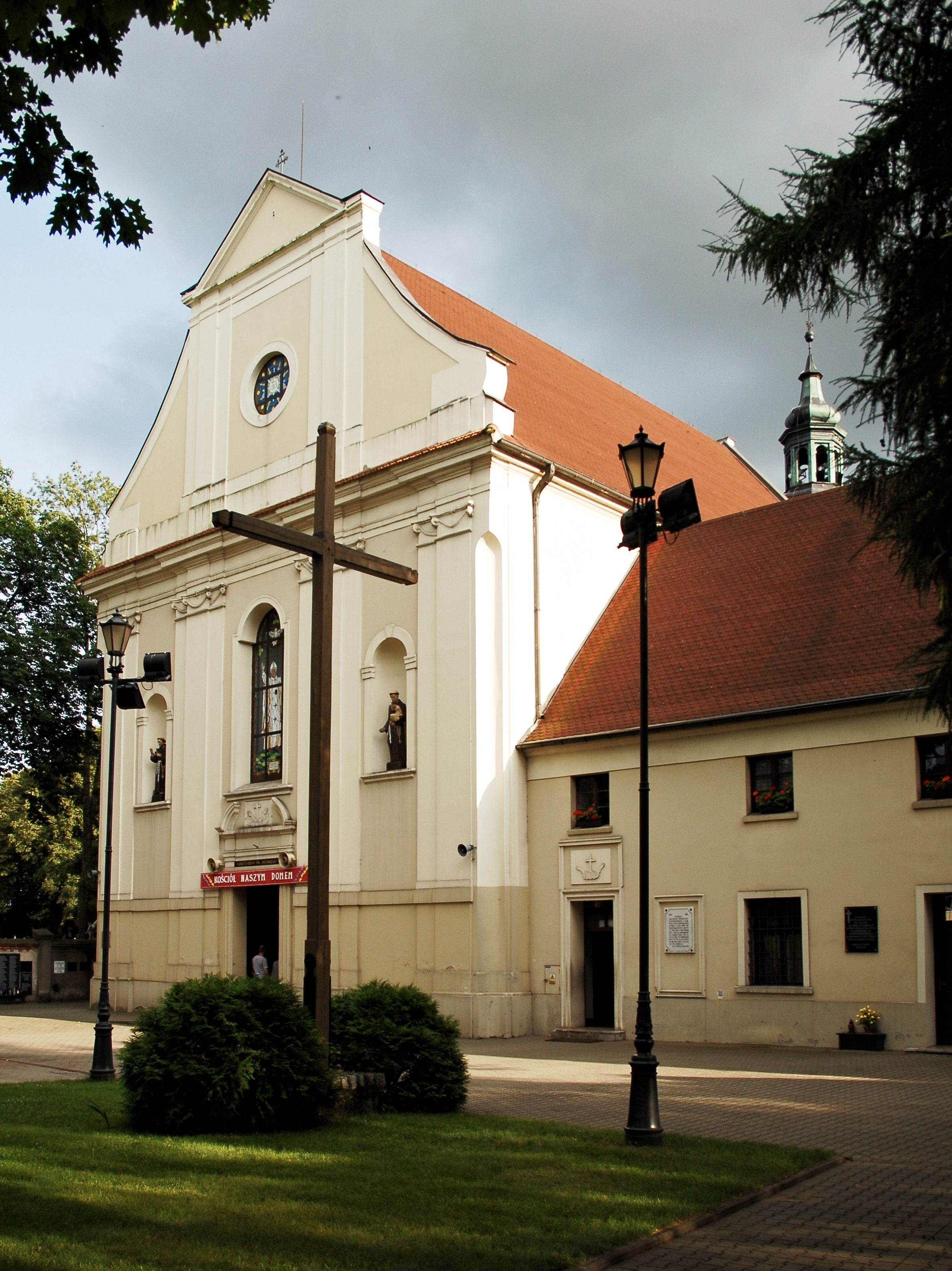
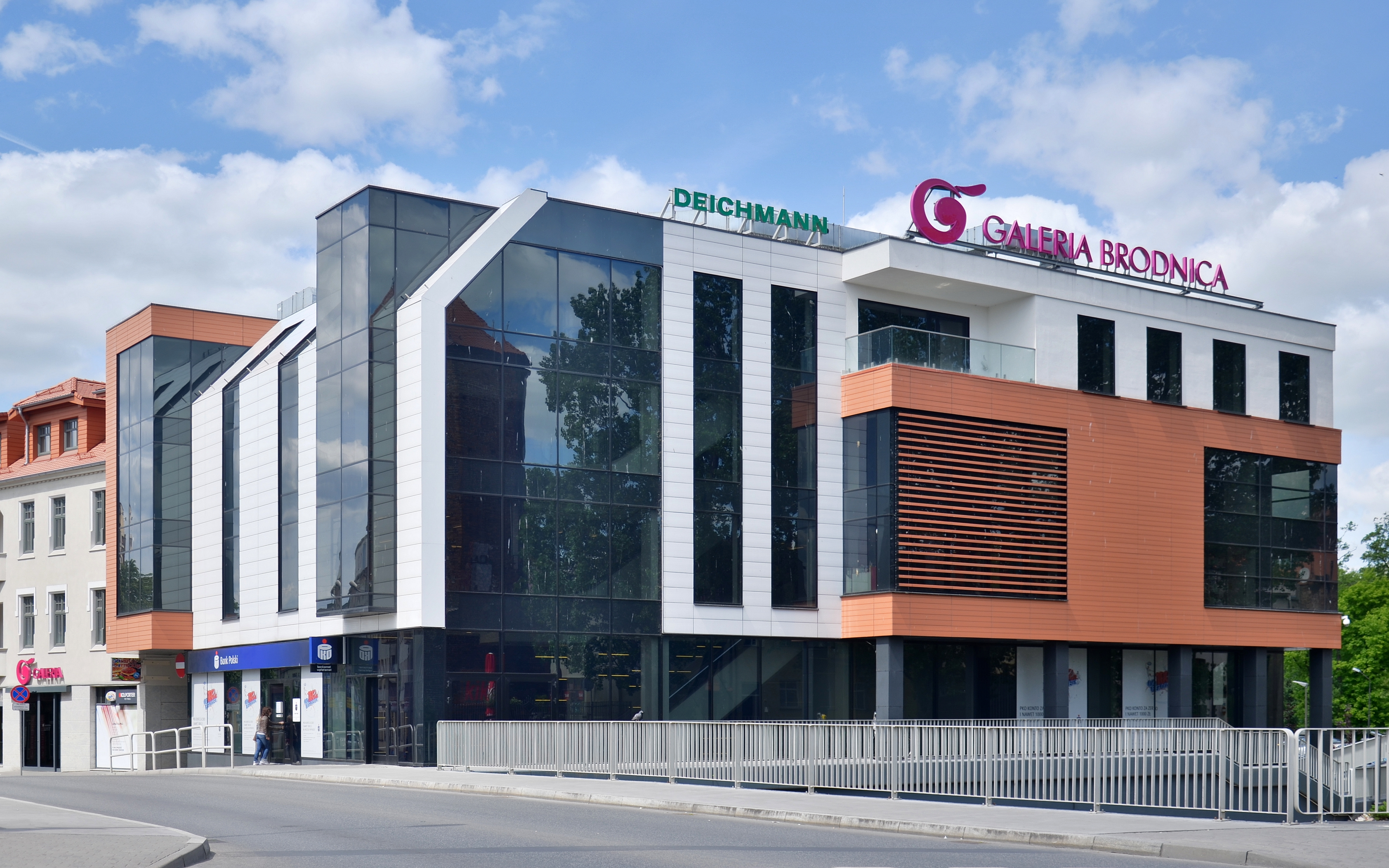